# Aristide Gromer
Aristide Gromer (* 11. April 1908 in Dunkerque; † 6. Juli 1966 in Plouguernével) war ein französischer Schachspieler.
Gromer trat bereits in jungen Jahren als Schachspieler in Erscheinung, so gab er im Alter von 13 Jahren eine Simultanvorstellung an 20 Brettern. In den 1930er Jahren gehörte er zu den stärksten Spielern Frankreichs, er gewann 1933, 1937 und 1938 die französische Meisterschaft und nahm mit Frankreich an den Schacholympiaden 1930, 1931 und 1939 teil. Auch bei einigen internationalen Turnieren gelangen Gromer gute Ergebnisse, so erreichte er 1930 in Paris den zweiten Platz gleichauf mit Savielly Tartakower, gewann 1934 in Madrid und erreichte 1938 in Paris den zweiten Platz.
Nach Ausbruch des Zweiten Weltkrieges blieb Gromer zunächst in Argentinien. 1940 lag er beim Torneo Mayor (dessen Sieger das Recht hatte, gegen den Titelverteidiger ein Match um die argentinische Meisterschaft zu spielen) gleichauf mit Carlos Guimard und Franciszek Sulik an der Spitze, musste aber im Stichkampf Guimard den Vortritt lassen. Bereits im Mai 1942 kehrte Gromer nach Frankreich zurück, trat danach aber kaum noch schachlich in Erscheinung. Sein letztes Turnier war die französische Meisterschaft 1947, bei der er den geteilten zweiten Platz (zusammen mit Aimé Gibaud und Nicolas Rossolimo) belegte.
Seine höchste historische Elo-Zahl war 2552 im Oktober 1939.
Seine Mutter Ida war ebenfalls Schachspielerin, sie nahm 1924 an der Vorrunde der ersten französischen Meisterschaft der Frauen teil.